# Codeshare
Codeshare (inglês para Código partilhado) é um acordo no qual duas ou mais companhias aéreas compartilham o mesmo voo, os mesmo padrões de serviço e os mesmos canais de venda.